# 406308 Nanwai
406308 Nanwai este o planetă minoră (asteroid) din centura de asteroizi. A fost descoperită pe 19 aprilie 2007 la Stația Anderson Mesa de  și a fost numită după Nanjing Foreign Language School⁠(d). 
Obiectul prezintă o orbită caracterizată de o semiaxă mare de 3,139188138729 UAi, o excentricitate de 0,18123400011322, o înclinație de 10,607954895463 ° în raport cu ecliptica.